# Joycenara Baptista
Joycenara Baptista -más conocida como Joyce- (Curitiba, 25 de junio de 1967) es una ex-jugadora brasileña de baloncesto que ocupaba la posición de pívot.
Fue parte de la Selección femenina de baloncesto de Brasil con la que alcanzó la medalla de oro en los Juegos Panamericanos de 1991 realizados en La Habana.  Además, fue campeona del Campeonato Sudamericano de Baloncesto adulto realizado de Colombia en 1991.

## Estadísticas en competencias FIBA
| Año            | Competencia                                                      | PPJ | RPJ | APJ |
| -------------- | ---------------------------------------------------------------- | --- | --- | --- |
| 1992           | Juegos Olímpicos                                                 | 1.3 | 0.3 | 0   |
| 1992           | Torneo clasificatorio mundial femenino para los juegos olímpicos | 0.7 | 0   | 0   |
| 1990           | Campeonato Mundial de Baloncesto femenino                        | 2.8 | 0   | 0   |
| Promedio total | Promedio total                                                   | 1.6 | 0.1 | 0   |
| Fuente: FIBA.  |                                                                  |     |     |     |